# Gideon Glick
Gideon Glick (* 6. Juni 1988 in Philadelphia, Pennsylvania) ist ein US-amerikanischer Schauspieler.

## Leben
Glick besuchte die Lower Merion High School in Ardmore im US-Bundesstaat Pennsylvania. Er ist der jüngere von zwei Brüdern; sein älterer Bruder heißt John.
Er spielte bereits in der Grundschule (Elementary School) und während seiner High-School-Zeit Theater. Als Kind hatte er in der Vorschule in einer Theateraufführung von Der Zauberer von Oz mitgespielt. Im Alter von 11 Jahren wirkte er erstmals in einer professionellen Theateraufführung mit. 2004 übernahm er die Rolle des Aladdin in einer Workshop-Production des Disney-Musicals Aladdin Junior.
Von Dezember 2006 bis August 2007 spielte er am Broadway in New York City in dem Musical Spring Awakening die Rolle des Schülers Ernst, der von seinem homosexuellen Mitschüler Hänschen verführt wird. Glick gehörte als Ernst zur Uraufführungs-Besetzung des Musicals. Von Oktober 2007 bis August 2008 übernahm er am Roundabout's Black Box Theatre (Roundabout Underground) in New York die Rolle des Teenagers Howie in einer Off-Broadway-Produktion des Theaterstücks Speech and Debate von Stephen Karam. 2011 spielte er am Lucille Lortel Theater in der Off Broadway-Produktion des Theaterstücks Wild Animals You Should Know die Rolle des homosexuellen Pfadfinders Jacob. 2012 trat er am The Public Theater in New York als Jack in einer Inszenierung des Musicals Into the Woods von Stephen Sondheim auf. Glick erhielt für seine Interpretation gute Kritiken.
Neben seiner Tätigkeit als Theaterschauspieler und Musicaldarsteller hatte Glick seit 2005 auch einige Film- und Fernsehrollen. In der Tragikomödie Das Traum-Date (2005) verkörperte er die Rolle des Slap. In der US-amerikanischen Fernsehserie Devious Maids – Schmutzige Geheimnisse hatte Glick 2014 in der 2. Staffel eine wiederkehrende Seriennebenrolle als Ty McKay.
Glick ist jüdischer Abstammung. Er lebt offen schwul. Sein Coming-out hatte er nach eigenen Angaben im Alter von 13 Jahren, als er in der 7. Klasse (Seventh Grade) war.

## Filmografie
- 2005: Das Traum-Date (One Last Thing...)
- 2013: Gods Behaving Badly
- 2013: iLove – geloggt, geliked, geliebt (Case of You)
- 2013: Wallflowers (Fernsehserie, 4 Folgen)
- 2013–2014: It Could Be Worse (Fernsehserie, 17 Folgen)
- 2014: Song One
- 2014: Devious Maids – Schmutzige Geheimnisse (Fernsehserie, 9 Folgen)
- 2015: Man Seeking Woman (Fernsehserie, Folge 1x02)
- 2015: Redheads Anonymous (Fernsehserie, Folge 1x03)
- 2021: The Other Two (Fernsehserie, 4 Folgen)
- 2022: Der denkwürdige Fall des Mr Poe (The Pale Blue Eye)
- 2022–2023: The Marvelous Mrs. Maisel (Fernsehserie)